# Русский рэп в тылу врага
«Русский рэп в тылу врага» — дебютный студийный альбом Drago, выпущен в 2005 году на лейбле Rap Recordz .

## Об альбоме
Альбом вышел в 2005 году и стал, по мнению обозревателя сайта rap.ru Андрея Никитина, «одним из самых ярких, спорных и противоречивых альбомов этого лета».

## Рецензии
Многие вещи Drago делает очень грамотно. И альбом его имеет ряд безусловных достоинств. И тем не менее, тем не менее — я как-то не уверен, что „Русский рэп в тылу врага“ окажет такое же влияние на развитие культуры, как „Рифмомафия“ „Легального Бизнеса“, „Громче воды, выше травы“ „Касты“, „Дёшево и сердито“ „ЮГа“, как альбомы „Кара-Тэ“ и „Нет волшебства“ столь немилых Drago Смоки Мо и Krec.
— пишет Андрей Никитин на сайте Rap.ru.

## Список композиций
| №   | Название                                                    | Музыка           | Длительность |
| --- | ----------------------------------------------------------- | ---------------- | ------------ |
| 1.  | «Интро»                                                     | Drago Beats pro. | 2:08         |
| 2.  | «Новый русский рэп»                                         | Drago Beats pro  | 3:07         |
| 3.  | «Прорыв»                                                    | Drago Beats pro  | 3:35         |
| 4.  | «Меня дома никто не любит»                                  | Drago Beats pro  | 3:36         |
| 5.  | «На порядок выше 2» (feat. Лион & Lina (группа «НеПлагиат») | Drago Beats pro  | 4:59         |
| 6.  | «Столько девушек»                                           | Drago Beats pro  | 3:48         |
| 7.  | «Чернила (Remix)» (feat. St1m)                              | Drago Beats pro  | 3:46         |
| 8.  | «Литрбол»                                                   | Drago Beats pro  | 3:28         |
| 9.  | «Полицай полицай»                                           | Drago Beats pro  | 4:10         |
| 10. | «Маруся»                                                    | Drago Beats pro  | 3:26         |
| 11. | «Реальный хип-хоп»                                          | Drago Beats pro  | 3:01         |
| 12. | «Так, как я»                                                | Drago Beats pro  | 3:52         |
| 13. | «Психи» (feat. St1m)                                        | Drago Beats pro  | 3:28         |
| 14. | «Аутро»                                                     | Drago Beats pro  | 1:35         |